# Loutehel
Loutehel település Franciaországban, Ille-et-Vilaine megyében. Lakosainak száma 235 fő (2022. január 1.). Loutehel Guer, Maxent, Plélan-le-Grand és Val d'Anast községekkel határos.

## Népesség
A település népességének változása:
| Lakosok száma | 234  | 196  | 223  | 193  | 246  | 263  | 258  | 247  | 243  | 235  |
|               | 1968 | 1982 | 1990 | 2006 | 2013 | 2015 | 2017 | 2019 | 2020 | 2022 |